# Cyrille Adoula
Cyrille Adoula, né le 13 septembre 1921 à Léopoldville (Kinshasa) et mort le 24 mai 1978 à Lausanne, est un homme politique congolais. Du 2 août 1961 au 30 juin 1964, Il est Premier ministre de la République du Congo-Léopoldville, devenue depuis la République démocratique du Congo.

## Biographie

### Études
Cyrille Adoula, né Cyrille Andulu[réf. souhaitée], fils d'un docker budza,, fait ses études au collège Saint-Joseph de Kinshasa.

### Vie politique
En tant que premier employé « évolué » de la Banque centrale, il fonde le Mouvement national congolais avec Patrice Lumumba et Joseph Ileo en 1958. D'abord sénateur, son mandat de Premier ministre est difficile, avec la menace de guerre civile proche. Successeur de Lumumba, Adoula adopte une politique similaire et le même vice-Premier ministre, Antoine Gizenga (jusqu'en janvier 1962).
Adoula tenta de négocier avec Moïse Tshombé, président de la province sécessionniste du Katanga, mais ne parvint pas à atteindre un accord. Après avoir fait appel à l'ONU pour imposer le plan mettant fin à la sécession, Adoula réussit à faire que Tshombé se rende le 15 janvier 1963.
En 1963, Adoula dépose son cabinet de ministre, ayant des vues des plus extrêmes, afin de créer un gouvernement plus équilibré[pas clair]. Quelques mois plus tard, il soumet une nouvelle constitution fédératrice au parlement. Mais plusieurs rébellions continuent à frapper le pays. Adoula démissionne en 1964 et est remplacé par Tshombé.
Cyrille Adoula a été ambassadeur aux États-Unis et en Belgique. Il a aussi été ministre des Affaires étrangères de 1969 à 1970.